# Tierwaschmaschine

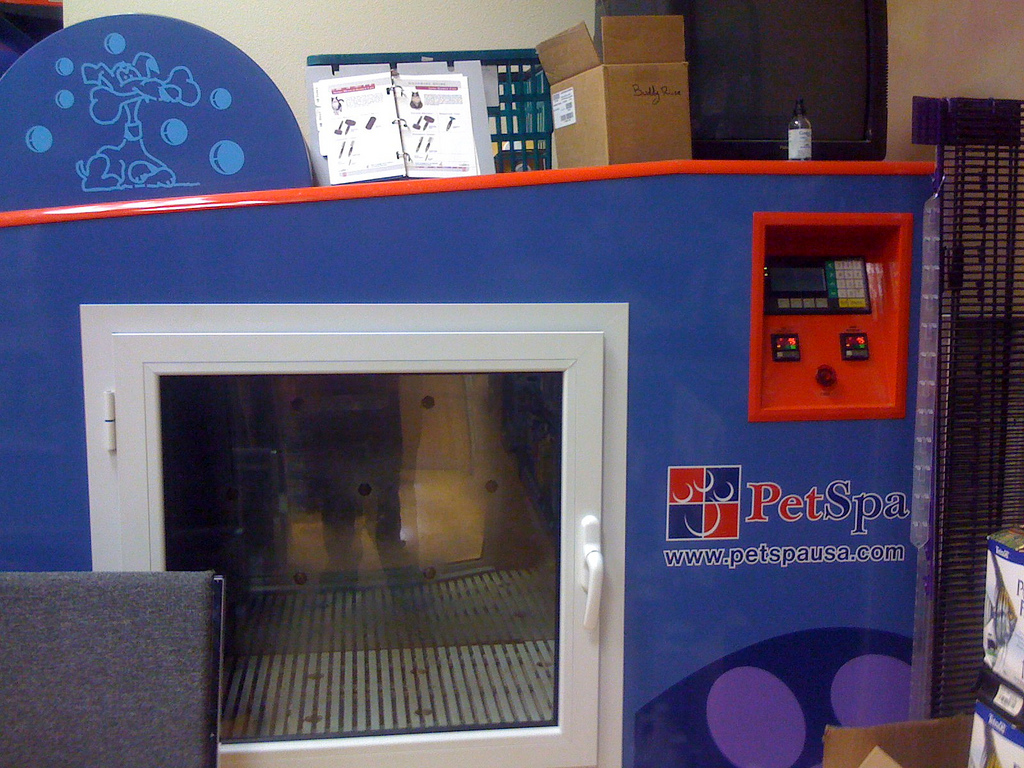
Tierwaschmaschine

Die Tierwaschmaschine ist ein Gerät zur automatischen Reinigung verschmutzter Hunde und in selteneren Fällen auch Katzen. 

## Maschine
Die Maschine besteht aus einer programmierbaren Box, in der das Fell des zu reinigenden Tiers durch Düsen benässt, danach beschäumt, abgespült und mit Hilfe von Heißluft, die aus Schlitzen am Boden austritt, getrocknet wird. Als Alternative zu vollautomatischen Maschinen gibt es halbautomatische Waschanlagen, in denen der Halter sein Tier reinigt.

## Rezeption
Die Erfindung wurde von Tierschützern kritisiert. Sie wird in einigen Tierzubehörläden in den USA als Münzeinwurfautomat den Kunden zur Verfügung gestellt. So ist es möglich, während des Einkaufes seinen Hund vollautomatisch reinigen zu lassen.

## Auszeichnungen
Der Spanier Eduardo Segura, einer der Erfinder der Tierwaschmaschine, erhielt für die Erfindung 2002 den Ig-Nobelpreis in der Kategorie „Hygiene“.